# Place Bara
La place Bara (en néerlandais : Baraplein) est une place bruxelloise située dans les communes de Saint-Gilles et d'Anderlecht.

## Situation et accès
Elle se situe tout près de la gare du Midi.
Cette place est située à la jonction de l'avenue Clemenceau, de la rue de Fiennes, de l'avenue Paul Henri Spaak, de la rue de l'Argonne, du boulevard Jamar, de l'esplanade de l'Europe, de la rue de l'Autonomie et de la rue Limander.